# ナショナル航空27便エンジン破損事故
ナショナル航空27便エンジン破損事故（ナショナルこうくう27びんエンジンはそんじこ）とは、1973年11月3日16時40分（山岳部標準時）ごろ、アメリカ合衆国ニューメキシコ州アルバカーキの南西65海里（およそ120キロメートル）、高度およそ39,000フィートで発生した航空事故である。
飛行中のナショナル航空・ダグラスDC-10-10 型機（機体記号：N60NA）の第3エンジン・ファンブレードが破損・飛散し、破片が胴体、第1および第2エンジンナセル、右翼を直撃した。当該機はその後アルバカーキ国際空港への緊急着陸に成功したが、破片の一つが客室窓に当り、急減圧により開口部からシートベルトをしていた乗客1名が機外へ吸い出され行方不明となった。

## 事故機の履歴

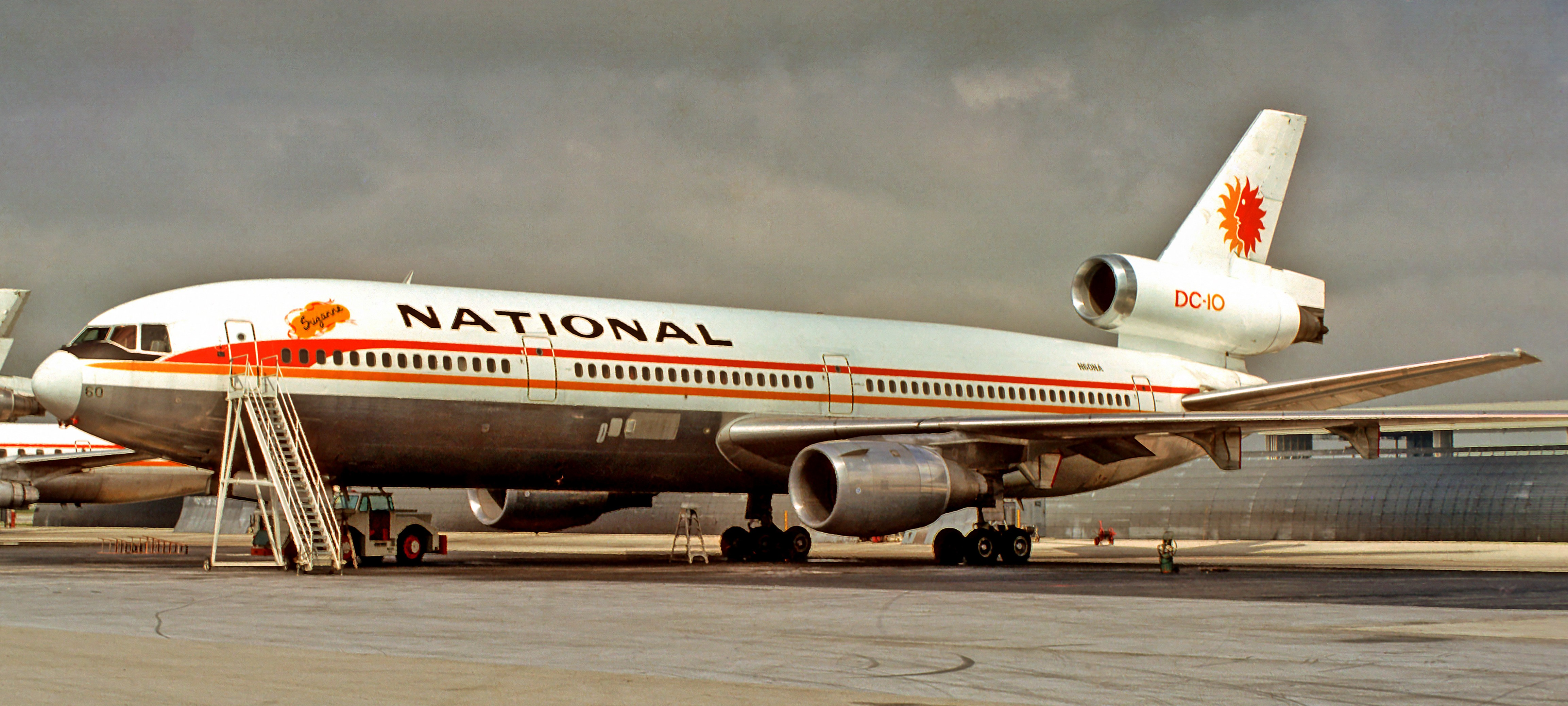
1974年10月に撮影された事故機

事故機のマクドネル・ダグラスDC-10-10（N60NA）は1971年に製造され、同年11月にナショナル航空に納入され、Barbara号と名付けられた。
事故後同機は修理の上Suzanne号と改名して再就航した。ナショナル航空がパンアメリカン航空に合併された後の1984年にアメリカン航空に売却され、機体記号をN145AAに変更した。1994年以降はストア状態で、2002年に解体された。

## 調査
調査の結果、いくつかの興味ある事実が判明した。

### 飛行中のコックピットクルーの退屈
事故発生当時、自動操縦で飛行中に、クルーらはエンジンファン速度 (N1) インジケータと自動操縦システムの関係に興味を持ち、実験を行っていた。
機関士：「N1 の回転計を取り外してしまったら、自動スロットルは反応するのでしょうか (--- wonder if you pull the N1, --- tach will that, --- autothrottle respond to N1?)」
機長：「いやー、判らない (Gee, I don’t know)」
機関士：「どうなるかやってみましょうよ (You want to try it and see?)」
機長：「では、やってみよう (Yeah, let’s see here)」
自動スロットルを 257 KIAS（指示対気速度、ノット）にセットし、航空機関士が 3 つある N1 回転計（タコメーター）のサーキットブレーカーを全て引き抜いた。その状態で機長は自動スロットルの設定を 5 ノット下げたところスロットルが自動で戻る（パワーを下げる）方向に動いた。この動きを見て満足して自動スロットルを解除した。このとき爆発音が聞こえ、キャビンの急減圧が起こった。

### ファンブレードの共鳴

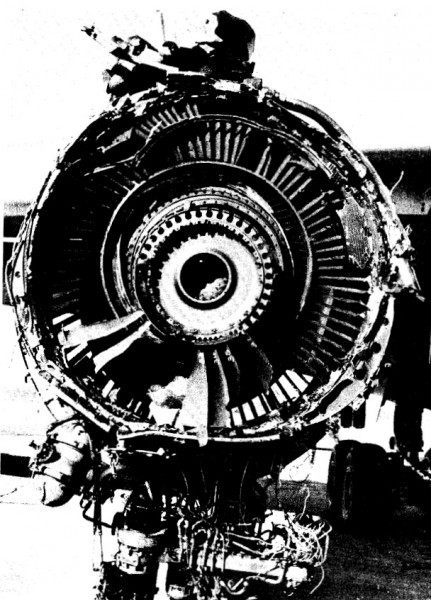
破損した27便のエンジン

調査の結果、当該機に使用されていたGE 製 CF6-6D エンジンの N1 回転数上限は定格の 111%だったが、第3エンジンは、他のエンジンが107%にまで上昇したときに、まだN1は100%だったにもかかわらずファンブレードの飛散が始まっていたことが判明した。許容回転数以下でも、特定の角加速度条件ではファンブレードの共鳴を生じ、定常波が発生したものとみられるが、事故報告書では「詳細な理由は不明である」とされた。

## 備考
- この事故の概要が柳田邦男の著書『航空事故』（中央公論社刊、1975年）に記されているが、この事故を敵役が銃撃で割れた窓から空中に吸い出された007 ゴールドフィンガーのクライマックスシーンになぞらえ「007の恐怖」と表現している。